# Sharon Butala
Sharon Butala z domu LeBlanc (ur. 24 sierpnia 1940 w Nipawin w prowincji Saskatchewan) – kanadyjska pisarka.
Ukończyła studia na University of Saskatchewan. W 1998 otrzymała nagrodę Marian Engel Award. Dwie z jej książek (Queen of the Headaches i The Perfection of the Morning: An Apprenticeship in Nature) zostały nominowane do nagrody Governor General's Award. W 2002 została odznaczona Orderem Kanady Officer (OC).
W 1976 poślubiła Petera Butalę (zm. 2007). Ma jednego syna - pisarza, aktora i reżysera filmowego Seana Hoya oraz dwoje wnucząt.

## Dzieła
- Country of the Heart (1984) (powieść)
- Queen of the Headaches (1985)
- The Gates of the Sun (1986) (powieść)
- Luna (1988) (powieść)
- Fever (1990)
- Upstream (1991) (powieść)
- The Fourth Archangel (1992) (powieść)
- The Perfection of the Morning (1994)
- Coyote's Morning Cry (1995)
- The Garden of Eden (1998) (powieść)
- Wild Stone Heart (2000)
- Real Life: Short Stories (2002)
- Lilac Moon: Dreaming of the Real West (2005)
- The Girl in Saskatoon (2008) (literatura faktu)